# Рожеві гроші

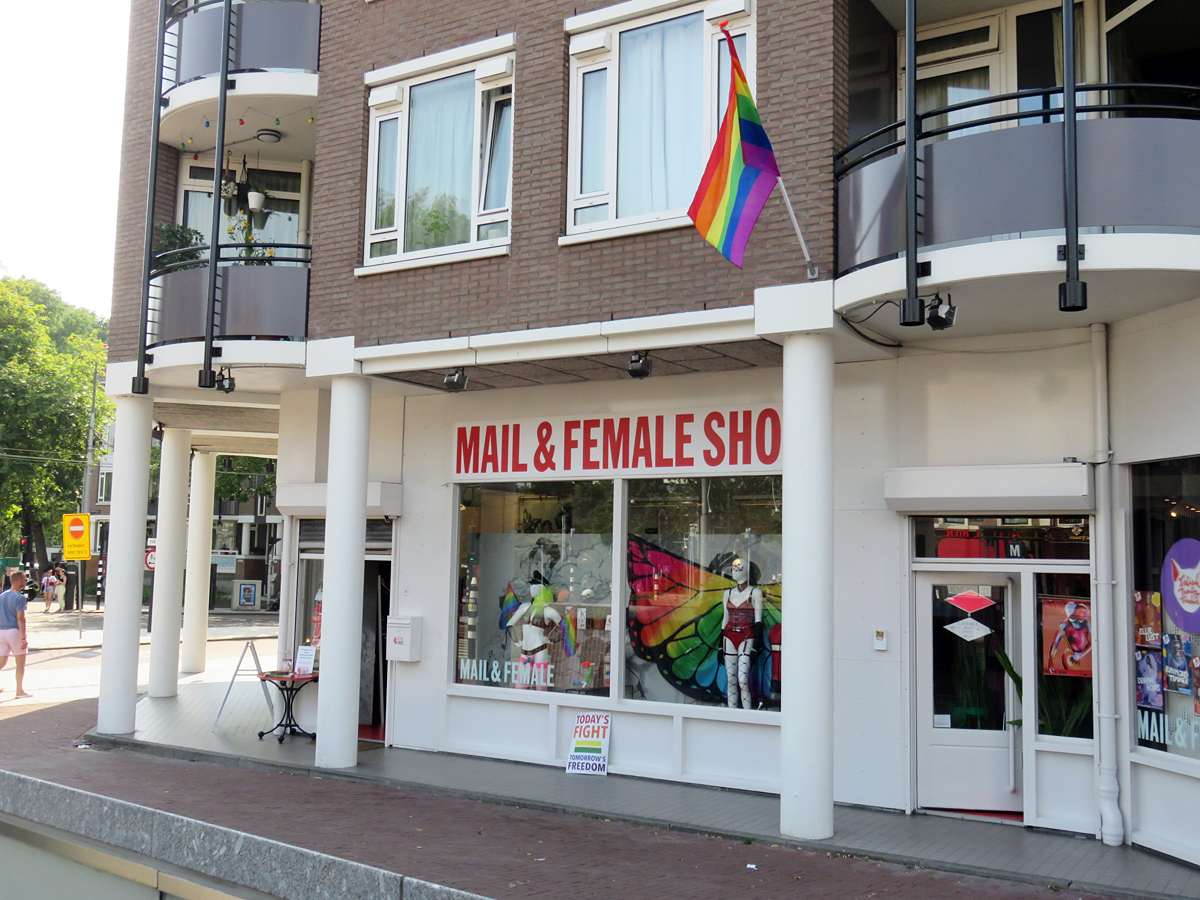
ЛГБТ-френдлі магазин в Амстердамі, Нідерланди

Рожеві гроші (англ. Pink money) — термін що описує купівельну спроможність ЛГБТ-спільноти, частіше термін застосовують щодо виборчих фондів. Зі зростанням руху за права геїв рожеві гроші вийшли на новий рівень з маргінального ринку на процвітаючу індустрію в багатьох частинах західного світу, наприклад у Сполучених Штатах і Великій Британії. Нині багато підприємств спеціалізуються на обслуговувані клієнтів-геїв, включаючи нічні клуби, магазини, ресторани та навіть таксі; попит на ці послуги зумовлений загальною дискримінацією з боку традиційного бізнесу.
В 2019 році загальна купівельна спроможність ЛГБТ у всьому світі становила приблизно 3,7 трильйона доларів.
Економічна сила рожевих грошей розглядається як позитивний поштовх для ЛГБТ-спільноти, створюючи свого роду «фінансову самоідентифікацію», яка допомагає їм відчувати себе частиною спільноти, яка їх цінує. Понад 90% геїв підтримують бізнес, орієнтований на рожеві гроші, водночас активно бойкотуючи антигейські компанії. Однак на адресу компаній, які орієнтуються на рожеві гроші від ЛГБТ-груп, була спрямована критика, стверджуючи, що це відокремлює спільноту геїв і лесбійок від суспільства та обмежує права геїв.
Зазвичай цю сферу вважали ексклюзивним ринком для США, Великобританії та деяких інших країн у Європі, але його розширення охоплює значну частину Латинської Америки та частину Азії, завдяки чому його фактичні прибутки збільшуються з кожним роком і надають маркетинговим можливостям певний імпульс і різноманітність.

## Сполучене Королівство

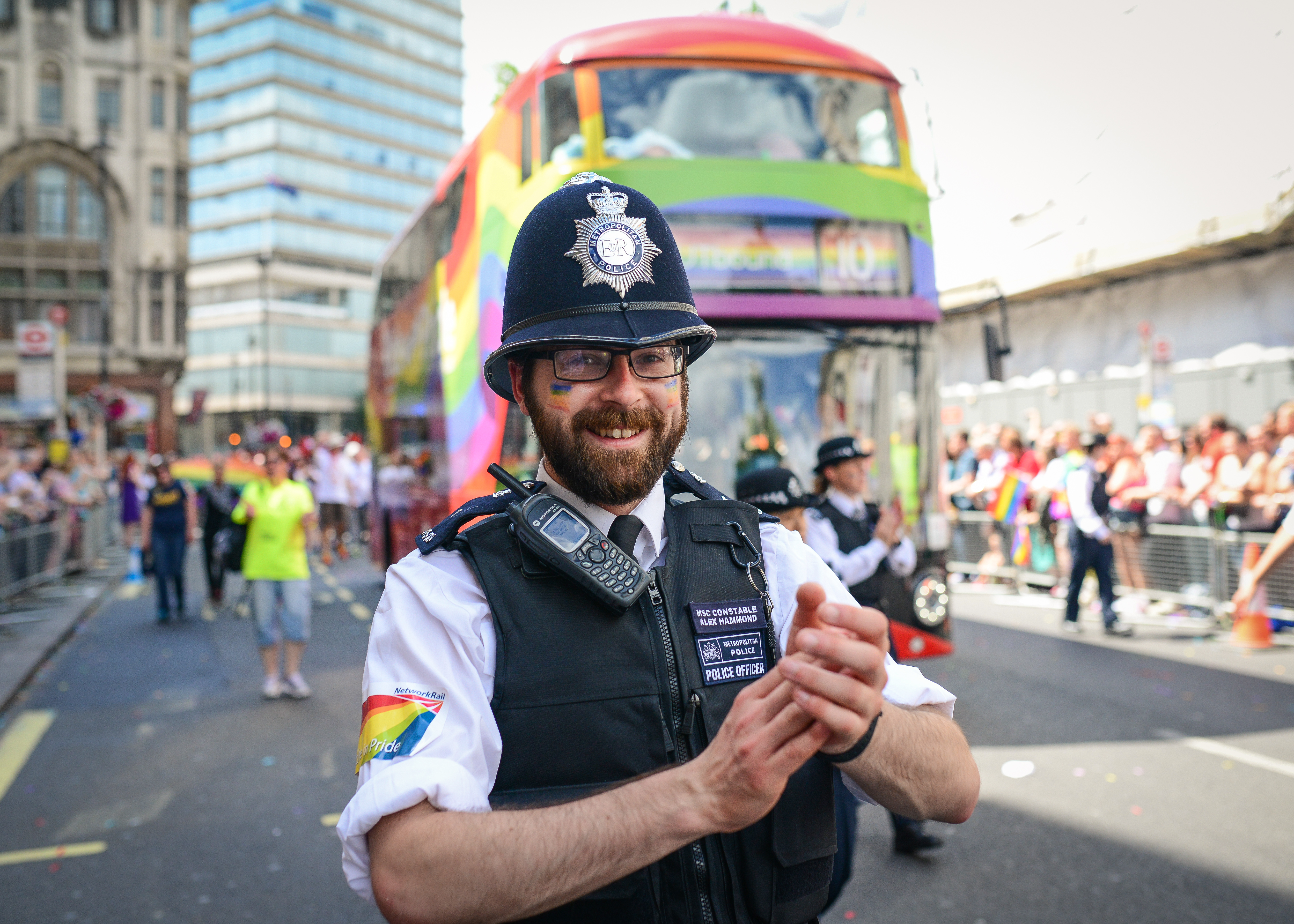
Символи ЛГБТ-прайду на двоповерховому автобусі та поліцейському в Лондоні, Великобританія

Британський ЛГБТ-ринок, у Сполученому Королівстві, оцінюється в 6 мільярдів фунтів стерлінгів на рік.
Рожевий фунт (англ. pink pound) часто вважається відповідальним за високі продажі певних продуктів, які вважаються улюбленими великою кількістю ЛГБТ представників, особливо помітні продажі музичних записів таких гей-ікон, як Мадонна, Леді Гага, Кайлі Міноуг і Шер. Кілька великих корпорацій усвідомили силу рожевого фунта і почали напряму продавати свою продукцію ЛГБТ-спільноті через рекламу в гей-пресі. В червні 2006 року в Лондоні відбулася спеціалізована маркетингова конференція під назвою Pink Pound Conference, а в листопаді 2006 року подібну конференцію провело Товариство дослідження ринку.
Групи та організації, стурбовані геттоїзацією (англ. ghettoisation), конформізмом і комерційністю рожевого фунта, включно OutRage!, NUS LGBT Campaign та Queer Youth Alliance — паралельно з потужною критикою рожевих грошей.
За останні роки з’явився великий ринок товарів і послуг для ЛГБТ, включаючи послуги з гей-весілля, гей-пресу, станції на  радіо та телебачення, а також побутові послуги, такі як будівельні та сантехнічні. В 2001 році кілька гей-компаній виготовили рожеві наклейки та наклеїли їх на тисячах однофунтових монет, які все ще знаходяться в обігу.

## Сполучені Штати
Відомий як Рожевий долар або «долар Дороті», за оцінками ринку ЛГБТ в США його вартість становила приблизно 790 мільярдів доларів у 2012 році. Крім того, багато з цих домогосподарств відомі демографам як «DINKY» — вони зазвичай мають більший наявний дохід. Деякі промислові підприємства США намагалися зосередитися на ЛГБТ ринках за допомогою спеціальних рекламних кампаній; наприклад, прибуток компанії American Airlines від ЛГБТ-спільноти зріс з 20 мільйонів доларів в 1994 році до 193,5 мільйонів доларів в 1999 році після створення групи, яка займається маркетингом для ЛГБТ- ком'юніті.

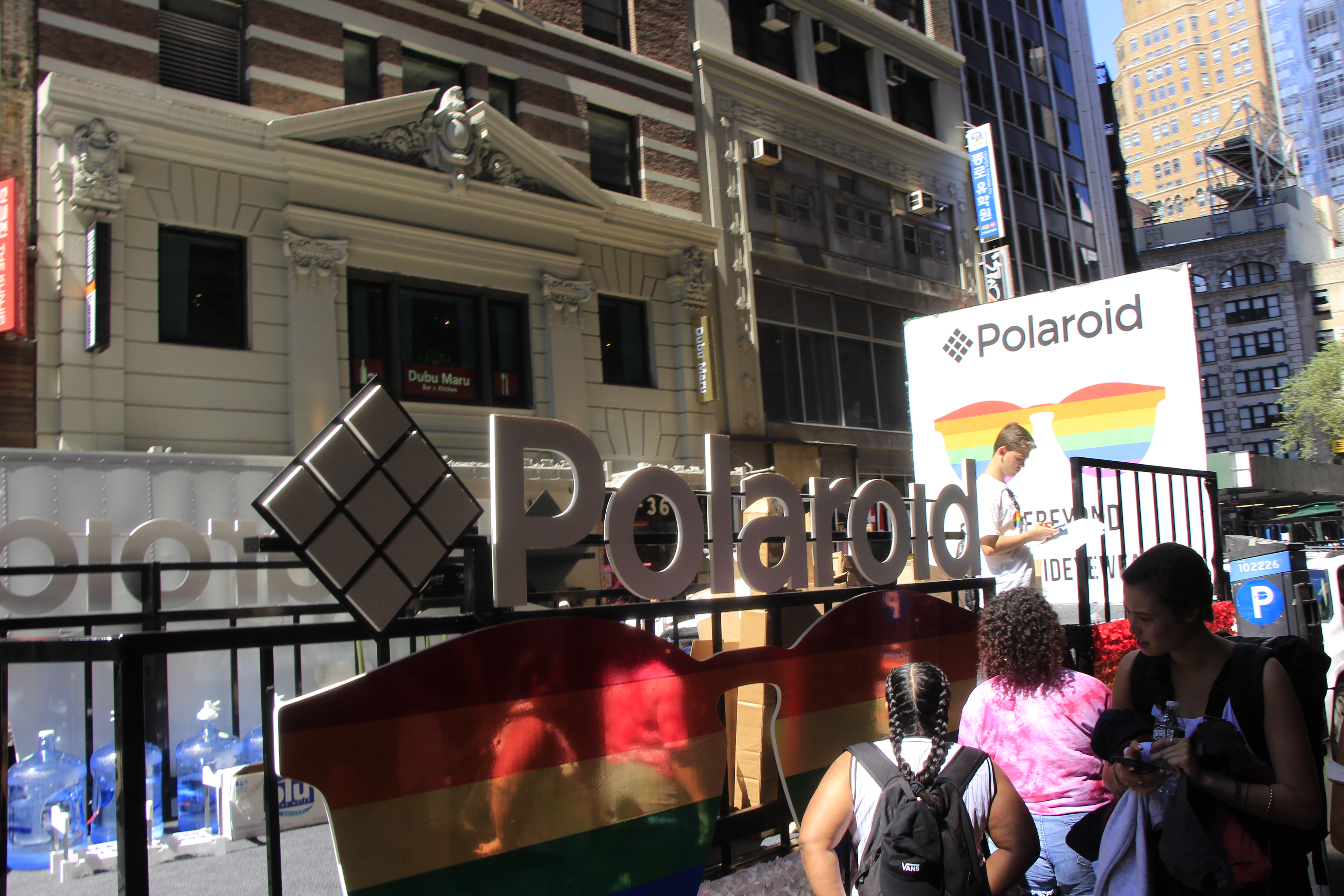
Значок LGBT Pride, що представляє Polaroid в честь 50-річчя подій в Стоунволлі - організатор WorldPride NYC

В політиці рожеві гроші вважалися суперечливими, головним чином через тиск з боку консервативних груп, які пропагують традиційні цінності. Наприклад, кандидат у президенти Майкл Дукакіс публічно відмежувався від рожевих грошей під час президентських виборів у США 1988 року. Проте нещодавно рожеві гроші стали політично прийнятним явищем, особливо як основне джерело ліберального фінансування Демократичної партії — в 2000 році вони пожертвували лише Національному комітету Демократичної партії 5 мільйонів доларів, «загалом це ставить їх до вищого ряду меценатів Демократичної партії на ряду із профспілками, [і] адвокатами». Так головні кандидати, як Білл Клінтон, Ел Гор, Джон Едвардс, Барак Обама, Гілларі Клінтон, Говард Дін, Джон Керрі та Джо Байден, активно вели агітаційну кампанію за голоси геїв.
Приблизно з 2005 року вашингтонська комунікаційна фірма Боба Вітека Witeck Communications проводила щорічне дослідження купівельної спроможності ЛГБТ людей у США. В 2016 році аналіз Вітека встановив, що сукупна купівельна спроможність дорослих американських ЛГБТ людей становила 917 мільярдів доларів в 2015 році, що на 3,7% більше, ніж у попередньому році. Ця цифра наблизилася до сумарної купівельної спроможності інших американських меншин, таких як чорношкірі американці (1,2 трильйона доларів), латиноамериканці (1,3 трильйона доларів), і перевищує показник американців азійського походження (825 мільярдів доларів).

## Німеччина
Згідно з дослідженням Dalia, опублікованим в 2016 році, 7,4% усіх дорослих у Німеччині можна віднести до ЛГБТ-спільноти. За даними Федерального статистичного відомства, середньомісячні споживчі витрати становлять 2517 євро на кожне німецьке домогосподарство. Щороку в обіг надходить близько 90,3 мільярдів рожевих євро.